# Hans Bethcke
Hans Bethcke, nemški general in vojaški veterinar, * 25. marec 1889, † 20. julij 1957.